# De Noord-Ooster
De Noord-Ooster was een nieuwsblad dat verscheen van 1904 tot 1992 in de regio Veendam.

## Geschiedenis
De krant werd opgericht in 1904 in Wildervank, in 1920 wordt de grootste concurrent; De Nieuwe Veendammer Courant overgenomen. Tijdens de Tweede Wereldoorlog bleef de krant verschijnen, mede hierdoor werd de krant na de bevrijding eerst verboden. Na het opheffen van het verbod verscheen de krant voor het eerst als dagblad in 1946. In 1964 werd de krant een kopblad van de Emmer Courant. 
In 1968 verscheen er een nieuwe concurrent op de markt, het Oost-Groninger Dagblad van de uitgever van de Winschoter Courant. In 1973 wist die de Noord-Ooster over te nemen en werd de krant een kopblad van de Winschoter Courant van uitgeverij Van der Veen uit Winschoten. In 1979 werd de Winschoter Courant overgenomen door de Drents-Groningse Pers van Wegener. 
In 1992 verscheen De Noord-Ooster vanaf 13 april als ochtendblad en op 28 augustus voor het laatst. De krant werd met de Winschoter Courant samengevoegd tot het Groninger Dagblad, dat een gezamenlijke hoofdredactie met de Drentse Courant had. In 2002 gingen de Drentse Courant en het Groninger Dagblad op in het Dagblad van het Noorden.